# Melanconiopsis inquinans
Melanconiopsis inquinans är en svampart som beskrevs av Ellis & Everh. 1900. Melanconiopsis inquinans ingår i släktet Melanconiopsis och familjen Melanconidaceae.   Inga underarter finns listade i Catalogue of Life.